# جوش تي بيرسون
جوش تي بيرسون (بالإنجليزية: Josh T. Pearson)‏ هو كاتب أغاني أمريكي، ولد في 1950.

## وصلات خارجية
- جوش تي بيرسون على موقع ميوزك برينز (الإنجليزية)
- جوش تي بيرسون على موقع ديسكوغز (الإنجليزية)